# Stenice
Stenice ili raznokrilci (Heteroptera) podred su malih do velikih većinom sploštenih insekata reda riličara kojima su prednja krila gornjim delom hitinizovana, donjim opnasta i čine tzv. polupokrilje (otuda naziv polukrilci).

## Izgled
Ispod prednjih krila su opnasta stražnja, u mirovanju presložena po dužini. Rilce je člankovito, kad se ne koristi podvinuto pod prsa. Usni je aparat prilagođen bodenju i sisanju. Mnoge stenice imaju karakteristične smrdljive žlezde koje se otvaraju između stražnjih nogu. Neke stenice imaju i organe za stridulaciju. Hrane se biljnim sokovima, love druge insekte, a parazitski oblici se hrane krvlju životinja i čoveka.

## Larve
Larve su prilično slične odraslima, razvijaju se nepotpunom preobrazbom. Sišu biljne sokove ili su grabežljivci ili nametnici.

## Taksonomija

### Neke porodice i vrste
Poznato je oko 40 000 vrsta. U porodici vodenih štipavica (Nepidae) najpoznatija je vrsta vodena štipavica (Nepa rubra), u porodici Belostomidae najpoznatija je golema štipavica (Belostoma niloticum), duga 11 cm, zabeležen je u rečnim uščima u Jadranskom moru. Iz porodice vodenih stenica (Naucoridae), česta je obična vodena stenica (-{Ilyocoris cimicoides), u porodici nauznačarke (Notonectidae) najrasprostranjenija je modra nauznačarka (Notonecta glauca), koja pliva „leđno”. Od kopnenih porodica najpoznatije su smrdljive stenice (Pentatomidae) s vrstama smrdibuba ili smrdljivi listar (Pentatoma rufipes), porodica vatrene stenice (Pyrrhocoridae) nema krila, a česta vrsta je vatreni opančar (Pyrrhocoris apterus). Na površini voda stajaćica zadržavaju se barske skakalice (Hydrometridae), poput obične skakalice (Hydrometra stagnorum), koje se širokim dlakavim stopalima drže na površini vode. One love i isisavaju insekte.

### Parazitske vrste ()
Od parazitskih je oblika najpoznatija obična stenica (Cimex lectularius) koja siše ljudsku krv u svim stadijima razvoja. Danju se zavlači u skrovita mesta a noću napada (krevetska stenica), bez hrane može da izdrži i pola godine, a na temperaturama nižim od 15 °C miruje. Ne uzrokuje i ne prenosi nikakvu bolest. Raširena je po čitavom svetu. U lastavičja gnezda zavlači se Cimex hirundinis, a šišmiše napada Cimex pipistreli.

## Literatura
- China, W.E.; Miller, N.C.E. (1959). Check-list and keys to the families and subfamilies of the Hemiptera-Heteroptera. Bulletin of the British Museum (Natural History), Entomology. 8. London: British Museum. стр. 1—45.